# Und was ist jetzt?
Und was ist jetzt? – singel niemieckiego rapera Curse z albumu Innere Sicherheit. 

## Pozycje na listach
| Lista przebojów               | Pozycja |
| ----------------------------- | ------- |
| Niemcy (Media Control Charts) | 24      |